# Gare d’Aurec
Gare d’Aurec – stacja kolejowa w Aurec-sur-Loire, w departamencie Górna Loara, w regionie Owernia-Rodan-Alpy, we Francji.
Została otwarta w 1863 przez Compagnie des chemins de fer de Paris à Lyon et à la Méditerranée (PLM). Jest przystankiem kolejowym Société nationale des chemins de fer français (SNCF), obsługiwanym przez pociągi TER Auvergne i TER Rhône-Alpes.

## Położenie
Znajduje się na wysokości 432 m n.p.m., na km 113,748 linii Saint-Georges-d’Aurac – Saint-Étienne, pomiędzy przystankami Bas-Monistrol i Fraisses - Unieux.